# 馬場ゆかり
馬場 ゆかり（ばば ゆかり、1982年12月30日 - ）は、日本の女子プロゴルファー。所属はミュゼプラチナム→SMBC日興証券（2016年シーズンから）。福岡県八女市出身。血液型A型。妹の馬場由美子も女子プロゴルファー。
ツアープロの中で最も小柄な体（149cm）ながら、ダイナミックなプレーが持ち味。

## 来歴
小学校2年生から父親の勧めでゴルフをはじめ、久留米市立久留米商業高等学校3年時に日本ジュニアゴルフ選手権競技で3位タイ。2002年のプロテストに一発合格。
2004年のヨネックスレディスでは、不動裕理をおさえて初優勝を勝ち取る。2008年のライフカードレディスでは、最終日にホールインワンを出して4年ぶりの通算2勝目を達成。同年7月に開催された全英リコー女子オープンに出場した。2011年10月2日、愛知県・和合にて行われた日本女子オープンで念願の公式戦初優勝。
長く安定したプレーを見せ、2004年から2014年まで11年連続で賞金シード権を獲得し続けたが、2015年は右手首痛に悩まされ、賞金ランキング53位でシード権を失った。
2019年12月30日に一般男性とのバースデー入籍を発表。